# Marsypopetalum littorale
Nhọc duyên hải hay quần đầu duyên hải (danh pháp khoa học: Marsypopetalum littorale) là loài thực vật có hoa thuộc họ Na. Loài này được Carl Ludwig Blume miêu tả khoa học đầu tiên năm 1830 dưới danh pháp Guatteria littoralis. Năm 1899, Jacob Gijsbert Boerlage chuyển nó sang chi Polyalthia.
Năm 2011, Xue et al. chuyển nó sang chi Marsypopetalum.

## Phân bố
Loài này phân bố trong khu vực từ đảo Hải Nam qua Việt Nam, Thái Lan tới Indonesia, về phía tây Malesia.